# Ligne de Carhaix à Camaret-sur-Mer
La ligne de Carhaix à Camaret est une ancienne ligne de chemin de fer française à voie métrique non électrifiée qui faisait partie de l'ancien Réseau Breton. Elle s'étendait dans le département des Côtes-du-Nord et le département du Finistère.
Cette ligne constituait la ligne 480 000 du réseau ferré national.
La section de Carhaix à Châteaulin et celle de Châteaulin à Camaret-sur-Mer ont toujours été exploitées de manière indépendante. La jonction se faisait par une traversée des voies à écartement normal de la ligne de Savenay à Landerneau en gare de Châteaulin-Embranchement.

## Histoire

### Section  de Carhaix à Châteaulin
La loi du 17 juillet 1879 (dite plan Freycinet) portant classement de 181 lignes de chemin de fer dans le réseau des chemins de fer d’intérêt général retient en no 71, une ligne de « La Brohinière à la ligne de Châteaulin à Landerneau, par Loudéac et Carhaix ».

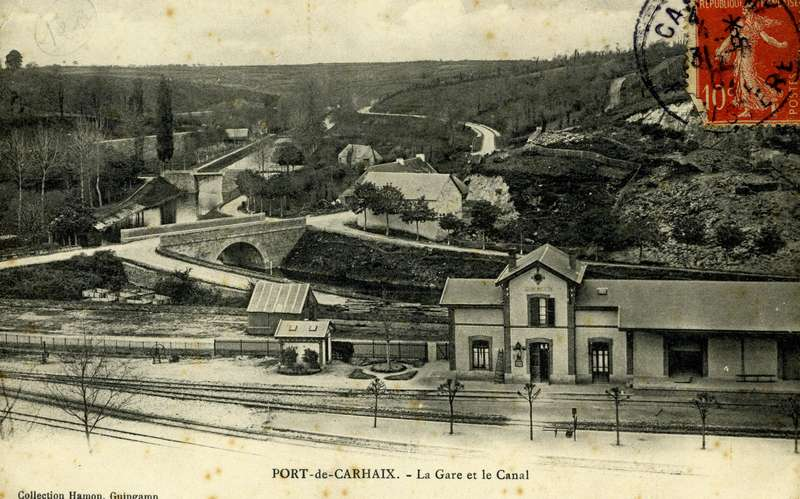
"Port-de-Carhaix" : le canal de Nantes à Brest et la gare

La ligne de Carhaix à Châteaulin est concédée à titre éventuel par l'État à la Compagnie des chemins de fer de l'Ouest par une convention signée entre le ministre des Travaux publics et la compagnie le 25 mars 1885. Cette convention est approuvée par une loi le 10 décembre 1885. La ligne est déclarée d'utilité publique, rendant ainsi la concession définitive, par une loi le 13 avril 1897.
Cette section a été ouverte le 30 août 1904 entre Carhaix et Pleyben et le 4 août 1906 entre Pleyben et Châteaulin-gare et constituait la ligne no 6 du Réseau Breton. Elle a été fermée au service des voyageurs  le 10 avril 1967 et à celui des marchandises le 30 septembre suivant. Actuellement la ligne est une voie verte.
L'exploitation était assurée par la Société générale des chemins de fer économiques (SE) avec laquelle la Compagnie des chemins de fer de l'Ouest avait signé le 5 mars 1886, une convention d'affermage pour l'exploitation des lignes du réseau breton. Cette convention a été approuvée par décret le 5 mars 1887.

### Section de Châteaulin à Camaret-sur-Mer

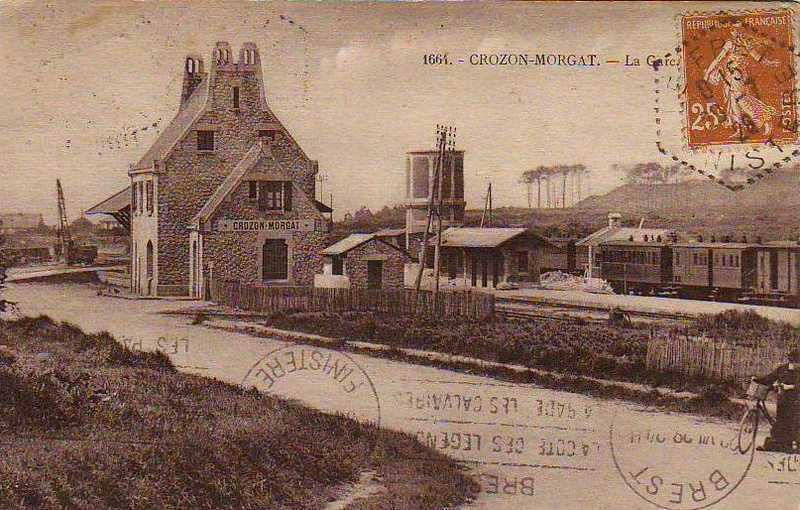
Gare de Crozon-Morgat

La section de Châteaulin à Camaret est déclarée d'utilité publique par une loi le 8 juillet 1909. Son exploitation est confiée à la Société générale des chemins de fer économiques par l'Administration des chemins de fer de l'État au travers d'un avenant à la convention du 5 mars 1886 signé le 20 avril 1914. Cet avenant est approuvé par décret le 8 décembre 1914.
Cette section a été ouverte en deux parties :
- De Châteaulin-Embranchement à Crozon, 12 août 1923.
- De Crozon à Camaret-sur-Mer par Perros-Saint-Fiacre le 14 juin 1925, ainsi que la courte ligne de Perros-Saint-Fiacre au Fret.

L'ensemble de la ligne de Carhaix à Camaret est fermée le 10 avril 1967 à tout trafic.
La ligne est déclassée en totalité par décret le 9 août 1969.

## Tracé

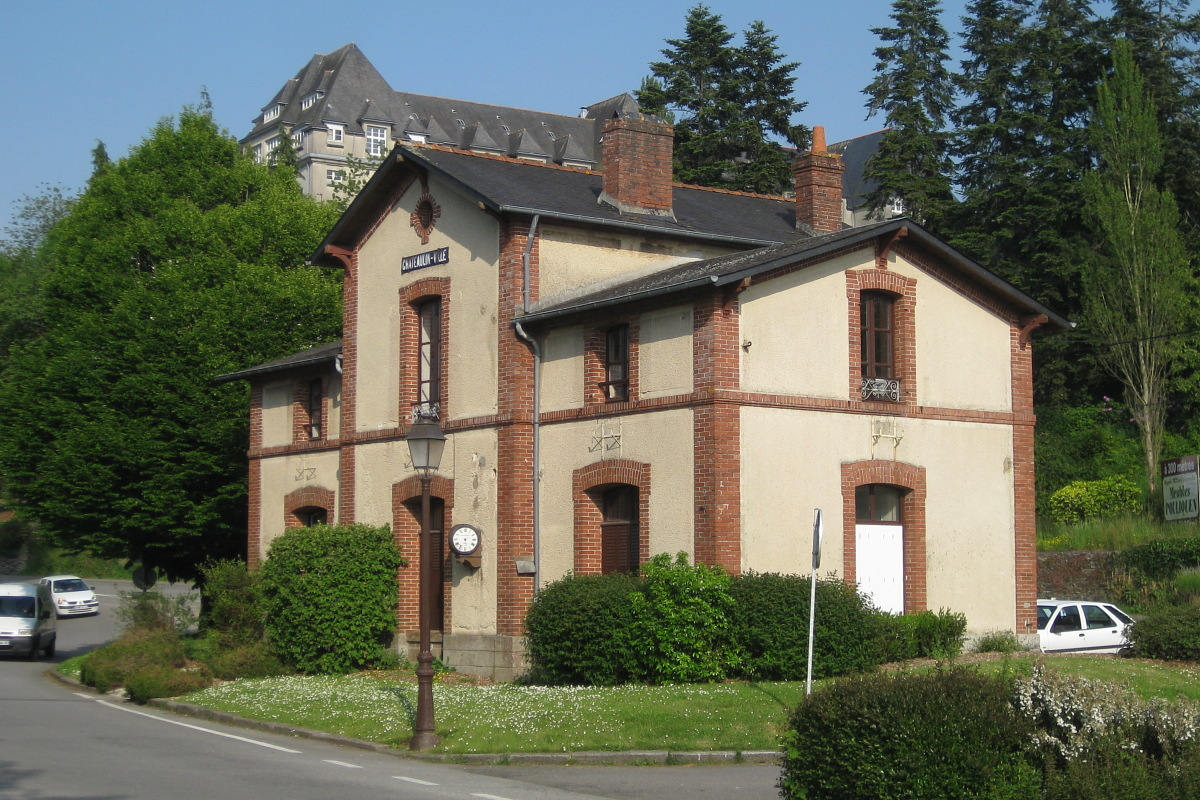
La gare de Chateaulin-ville

La ligne avait une longueur de 105,083 km. Elle avait son origine en gare de Carhaix puis atteignait Port de Carhaix, gare de jonction avec le canal de Nantes à Brest. Elle desservait ensuite la gare de Spezet - Landeleau, puis celles de Châteauneuf-du-Faou,  Lennon, Pleyben et la gare de Châteaulin-Ville. Après avoir traversé l'Aulne sur un viaduc, elle atteignait gare de Châteaulin-Embranchement, où elle franchissait à niveau la ligne de Savenay à Landerneau pour continuer vers Camaret-sur-Mer après avoir laissé sur la droite la courte ligne de Perros-Saint-Fiacre au Fret.
La section de Carhaix à Port de Carhaix, construite à double voie, était commune avec la ligne de  Carhaix à  Rosporden.

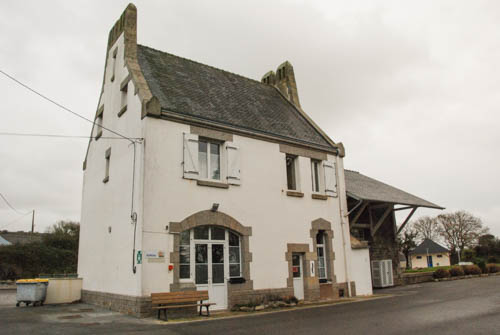
Ancienne gare de Saint-Nic